# Saari
Saari este o fostă comună din Finlanda.